# Il giustiziere della notte n. 2
Il giustiziere della notte n. 2 (Death Wish II) è un film del 1982 diretto da Michael Winner.

## Trama
Sette anni dopo la tragica morte della moglie per mano di un gruppo di criminali a New York, trasferitosi a Los Angeles per far curare la figlia, l'architetto Paul Kersey ha una relazione con la giornalista Geri.
La sua nuova vita è appena ricominciata quando una banda di sei teppisti sevizia e uccide la domestica e violenta la figlia. Quest'ultima viene trafitta da una recinzione nel tentativo di sfuggire ai criminali. Kersey torna a essere il giustiziere che era a New York e ammazza i colpevoli uno ad uno. Non riuscirà a fermarlo il vecchio detective Ochoa che si rimette sulle sue tracce raggiungendolo a Los Angeles. Ochoa comprende le motivazioni di Kersey e in un conflitto a fuoco con i criminali interviene per difenderlo e perde la vita. Quando finalmente la vendetta di Kersey si compie con la morte dell'ultimo dei colpevoli, Paul resterà solo perdendo l'amore di Geri che scopre di avere vicino il giustiziere ricercato dalla polizia e lo lascia.

## Produzione
Fu prodotto dalla Cannon Films che aveva acquisito i diritti da Dino De Laurentiis.
La regia avrebbe dovuto essere di Menahem Golan ma, sotto insistenza di Bronson, ritornò a Michael Winner. Con scene più violente rispetto al primo, è stato scritto da David Engelbach. La colonna sonora è stata composta da Jimmy Page, chitarrista famoso principalmente per essere stato fino a due anni prima chitarrista dei Led Zeppelin. Tra gli stupratori si distingue un giovane Laurence Fishburne.

## Critica
Il film suscitò polemiche per la crudezza della scena del doppio stupro, puntualmente accorciata in durata in alcune edizioni homevideo e Tv.